# 2081 Sázava
A 2081 Sazava (ideiglenes jelöléssel 1976 DH) a Naprendszer kisbolygóövében található aszteroida. Paul Wild fedezte fel 1976. február 27-én.